# Сент Џорџ Ајланд (Мериленд)
Сент Џорџ Ајланд (енгл. St. George Island) насељено је место без административног статуса у америчкој савезној држави Мериленд.

## Демографија
По попису из 2010. године број становника је 257.
| Група             | 2000.    | 2010.       |
| Белци             | 0 (0,0%) | 217 (84,4%) |
| Афроамериканци    | 0 (0,0%) | 17 (6,6%)   |
| Азијати           | 0 (0,0%) | 8 (3,1%)    |
| Хиспаноамериканци | 0 (0,0%) | 8 (3,1%)    |
| Укупно            | 0        | 257         |